# コンスタンディノス・ミツォタキス
コンスタンディノス・ミツォタキス（ギリシャ語：Κωνσταντίνος Μητσοτάκης、英語：Konstantinos Mitsotakis、1918年10月18日 - 2017年5月29日）は、ギリシャの政治家。首相を務めた。
息子のキリアコスは国会議員で2019年より共和国首相を務めており、娘のドラ・バコヤンニはアテネ市長、外務大臣などを歴任している。

## 経歴
1918年10月18日にクレタ島のハニアに誕生した。多くのギリシャの政治家と同様に彼も政治家一家の生まれであり、祖父と父は国会議員、エレフテリオス・ヴェニゼロスは叔父に当たる。青年期にはナチスのクレタ島占領に反対してレジスタンス運動に加わった。アテネ大学で法学と経済学を学んだ後、1946年に国会に当選した。
ヴェニゼロスの親類であった彼は伝統的なギリシャのリベラルであり、ゲオルギオス・パパンドレウの率いる中央同盟に加わっていた。しかし1965年に党内の反パパンドレウ派を率いて野党に転じ、パパンドレウ政権の崩壊を招いた。1967年にゲオルギオス・パパドプロスによるクーデターが発生するとミツォタキスは逮捕され、国外退去処分となった。
1974年の民主化後の総選挙では無所属で立候補して落選した。1977年に新自由主義党からでて当選し、翌年1978年にはコンスタンディノス・カラマンリス率いる新民主主義党に加わった。1978年に経済担当相、1980年には外務大臣に任命されている。
1981年の選挙で新民主主義党はアンドレアス・パパンドレウ率いる全ギリシャ社会主義運動に敗北した。1984年にミツォタキスは新民主主義党の党首に就任し、その後10年に渡りパパンドレウとギリシャ政界を率いることになった。1989年の選挙ではパパンドレウがクレタ銀行をめぐるスキャンダルに巻き込まれ、新民主主義党が第一党となった。数ヶ月前に全ギリシャ社会主義運動により改正されていた選挙法によって比例代表制がしかれていたため、新民主主義党は安定多数による政権を握る事ができなかった。議会の硬直化の後1990年4月に行われた選挙ではNDが辛うじて過半数を制し、ミツォタキスは首相に任命された。
ミツォタキスは政府の財政規模を小さくし、市民サービスの改善に取り組んだ。

### 外交
パパンドレウ時代に関係が冷え込んだアメリカ合衆国との信頼関係の構築に努め、1990年にはギリシャの首相として26年ぶりにアメリカを訪問した。NATOへの再加入を果たし、トルコとの関係改善にも取り組んだ。

### 裁判
パパンドレウは政治家を裁く特別裁判で辛うじて無罪となった。パパンドレウは、善隣外交を展開するミツォタキスがマケドニア、キプロス問題に関して弱腰過ぎると批判し、党勢の回復を狙った。旧ユーゴスラビアのマケドニア共和国の名称を巡る問題に対し、国民は大きな関心を寄せ、1993年の選挙ではパパンドレウ率いる全ギリシャ社会主義運動が勝利した。ミツォタキスは党首を辞任した。

### その後
2004年3月の選挙を機に彼は政界を引退し、以降はクレタ島の考古遺産の保護に取り組んだ。
2017年5月29日に98歳で死去。